# Else Roesdahl
Else Roesdahl (født 26. februar 1942 i Sønderborg) er en dansk historiker og professor emerita i middelalderarkæologi ved Aarhus Universitets Institut for Kultur og Samfund – Afdeling for Arkæologi og Kulturarvsstudier. Roesdahl er ekspert i vikingetid og middelalder, og har gennem sin lange karriere brugt sin forskning til at definere studiet af de to perioder.  I 1996 blev hun udnævnt som til professor i middelalderarkæologi på Aarhus Universitet, og hendes bidrag til arkæologifaget er imponerende med en lang række artikler og kernelitteratur om middelalder og vikingetid. 
Roesdahl begyndte sin karriere som 20-årig med udgravningen af de verdensberømte vikingeskibe fra Skuldelev ved Roskilde. Dernæst fulgte et omfattende forsknings- og formidlingsarbejde med gravpladsen og fundene fra ringborgen Fyrkat ved Hobro. Gennem hele sin karriere har Roesdahl både trukket på sin arkæologiske viden knyttet til jordfundne genstande og sin historikerviden knyttet til skriftlige kilder. Få har sat så stort aftryk i den arkæologiske verden som Roesdahl, der særligt har udmærket sig ved at slå bro mellem den klassiske historieskrivning knyttet til skriftlige kilder, der har præget middelalderforskningen, og den arkæologiske forskning knyttet til udgravninger og genstande, der har præget vikingetidsforskningen.  Roesdahl har desuden arbejdet omfattende med formidling af vikingetiden i form af forelæsninger, udstillinger, artikler og bøger. Hendes bøger er arkæologisk nøglelitteratur.  Blandt mange udmærkelser blev Roesdahl æresdoktor ved Trinity College i Dublin i 1995, ved University of York i 2009, ridder af Dannebrog i 1992 og ridder af 1. grad af Dannebrog fra 2007.
Roesdahl gik på pension i 2012, og bidrager stadig flittigt til både forskning og formidling af vikingetids- og middelalderarkæologien. 
Roesdahl er søster til forfatteren Vibeke Vasbo.

## Karriere
Roesdahl voksede op i Sønderjylland som datter af lægerne Anna Helene Refslund Thomsen og Harald Eyvind R. Boglig uddannelse var vigtigt i Roesdahls barndomshjem, og i 1960 blev hun student fra Sønderborg Statsskole.  Derefter begyndte Roesdahl at læse på Københavns Universitet, hvorfra hun i 1969 blev kandidat med historie som hovedfag og nordisk arkæologi som bifag. 
Fra 1970-1975 var Roesdahl senior- og kandidatstipendiat på Aarhus Universitet. Fra 1971 tilknyttet det nyoprettede fag middelalderarkæologi. 
I 1970erne var Roesdahl tilknyttet Olaf Olsens udgravninger af Fyrkat, der er en af Harald Blåtands ringborge. Ringborgene er i dag på Unescos verdensarvsliste. Roesdahl var medarbejder på publikationen om Fyrkat, der udkom i 1977. Roesdahl var ansvarlig for bind 2. 
I perioden 1975-1980 var Roesdahl delvist ansat som ekstern lektor i middelalderarkæologi på Aarhus Universitet og delvist stipendiat finansieret af Statens Humanistiske Forskningsråd. 
I 1981 blev Roesdahl fastansat som lektor i middelalderarkæologi. Fra 1981-1985 var Roesdahl den eneste fastansatte underviser ved Afdeling for Middelalderarkæologi. Hun blev udnævnt til docent i 1989. 
Mellem 1989-1993 var Roesdahl delvist frikøbt af Nordisk Ministerråd til at være projektleder på udstillingen Viking og Hvidekrist. 
Mellem årene 1989-1997 og fra 2000-2003 var Roesdahl tilknyttet University of Nottingham som forskningsprofessor i vikingetid. 
I 1996 blev Roesdahl udnævnt til professor i middelalderarkæologi ved Aarhus Universitet.  Mellem 2005-2006 var Roesdahl forskningsfrikøbt med en bevilling fra Carlsbergfondet.  I 2012 gik Roesdahl på pension, og har siden været professor emerita på Aarhus Universitet. 

## Udvalgte forskningsprojekter og bøger
Roesdahl har stået i spidsen for en stribe væsentlige forskningsprojekter, udstillinger og bøger gennem sin lange karriere helliget vikingetids- og middelalderarkæologien. Herunder beskrives nogle udvalgte projekter, men listen er langt fra dækkende. 

### Skuldelev-skibene
Som studerende deltog Roesdahl i sommeren 1962 i en af de vigtigste udgravninger foretaget i Danmark: Udgravningen af de fem vikingeskibe på bunden af Roskilde Fjord ud for Skuldelev Havn.  Roesdahl var 20 år gammel, da hun iført gult olietøj befandt sig midt i det våde udgravningsfelt. Vikingeskibene kunne kun udgraves med vand i små sprøjtepistoler og hænder, da træet i skibene var for skrøbeligt til at kunne tåle graveskeer. I et interview beskriver Roesdahl sommeren 1962 som våde sommermåneder med saltvandshår og skårne hænder. Omkranset af spunsvægge i Peberrenden, der skulle holde Roskilde Fjord ude fra udgravningen, udgravede Roesdahl den første bevarede vikingeskibsstævn, der er blevet udgravet. Udgravningen af Skuldelev-skibene beseglede Roesdahls skæbne som vikingetids- og middelalderarkæolog. Det var også på denne udgravning Roesdahl stiftede bekendtskab med Olaf Olsen, der var leder af udgravningen af Skuldelev-skibene. Olsen fik stor betydning for hendes tidlige karriere. 

### Fyrkat og ringborgene
Ringborgen Fyrkat ved Hobro var centralt i Roesdahls afhandling. Også her samarbejdede Roesdahl med Olsen, der på det tidspunkt var professor i middelalderarkæologi på Aarhus Universitet.  Fyrkat blev udgravet i 1950’erne og 1960’erne af Nationalmuseet.  Roesdahl deltog i de nye udgravninger af Fyrkat i 1970'erne.  Roesdahl blev ansat til at registrere fundene fra Fyrkat, og endte med at få et stipendium, der gjorde det muligt at publicere fundene og gravene fra Fyrkat. Roesdahls arbejdede ændrede synet på trelleborgene, fordi både gravene og ringborgen var ældre end hidtil troet. Ringborgene Fyrkat ved Holstebro, Aggersborg ved Limfjorden, Nonnebakken i Odense og Trelleborg i Slagelse var nemlig ikke relateret til englandserobringerne i første halvdel af 1000-tallet under ledelse af Svend Tveskæg og hans søn Knud den Store. Ringborgene var derimod centrale brikker i Harald Blåtands magtspil, og han forstod af placere loyale mænd med deres familier på ringborgene i sit rige. 
I 1977 udkom publikationen om Fyrkat, som Roesdahl var medarbejder på. Første bog er skrevet af Olaf Olsen med fokus på det militære aspekt. Anden bog er skrevet af Roesdahl med titlen Oldsagerne og gravpladsen. 

### Danmarks Vikingetid
Danmarks Vikingetid udkom i 1980, og bliver betegnet som Roesdahls gennembrud som formidler. Bogen er en syntese over den arkæologiske viden om vikingetiden,  og var en tiltrængt opdatering af Johannes Brøndsteds syntese Vikingerne, der udkom i 1960.
Danmarks Vikingetid er udkommet på dansk og blev også udgivet på engelsk i 1982.  På engelsk har bogen titlen Viking Age Denmark. Bogen blev anmeldt af professor C.J. Becker fra Københavns Universitet i 1985, der fremhæver Roesdahls evne til at kombinere historie- og arkæologifaget med dets forskellige metoder. 

### Viking og Hvidekrist - Norden og Europa 800-1200
Viking og Hvidekrist – Norden og Europa 800-1200 var en international udstilling, som Roesdahl stod i spidsen for på foranledning af Nordisk Ministerråd og Europarådet. Udstillingen åbnede i Grand Palais i Paris fra d. 1. april til den 12. juli 1992 med titlen Les Vikings… Les Scandinaves et l’Europe 800-1200. Derefter var den udstillet på Altes Museum i Berlin fra d. 1. september til den 15. november 1992. Til sidst blev udstillingen sat op på Nationalmuseet i København fra d. 26. december 1992 til den 14. marts 1993, hvor 750.000 mennesker så udstillingen. For Roesdahl var det af stor betydning, at udstillingen skabte rum til arkæologien i debatten om EU. 
Viking og Hvidekrist blev udgivet som et udstillingskatalog til udstillingen af samme navn. Roesdahl har redigeret bogen, der i dag er udsolgt. Den er udkommet på dansk, svensk, tysk, fransk og engelsk. Bogen består af 43 kapitler og et omfattende katalog. Udover det redaktionelle arbejde har Roesdahl bidraget med indledningen samen med David M. Wilson og et kapitel om de skandinaviske kongeriger. 

### Vikingernes Verden
Bogen Vikingernes verden udkom første gang på dansk og engelsk i 1987. Den er senere udgivet på finsk, italiensk, polsk, russisk, ungarsk og estisk. I 1988 modtog Roesdahl Søren Gyldendal prisen for Vikingernes Verden.  Førsteudgaven blev anmeldt af professor Henrik Thrane i 1989, og trods en lunken anmeldelse konkluderer Thrane, at bogen er absolut nyttig som statusopgørelse.  Siden da er bogen udkommet i mange reviderede udgaver. Den seneste reviderede version udkom i 2012, og det er den ottende reviderede udgave af bogen. 
Vikingernes verden beskrives som Roesdahls samlede fremstilling af Norden i vikingetiden. Bogens kapitler er fyldt med viden om dagligliv i vikingetiden, storpolitik, religion, togter, geografi og betydningen af vikingetiden.  Roesdahl betegner i et interview i 2012 Vikingernes Verden som en af hendes vigtigste publikationer. 

### Dagligliv i Danmarks middelalder - En arkæologisk kulturhistorie
Dagligliv i Danmarks middelalder er redigeret af Roesdahl og udkom i 1999 som en del af Middelalder 99. Formålet var at skabe øget fokus på middelalderen med et samarbejde mellem museer, universiteter, teatre, folkeskoler og kulturinstitutioner.
Bogen består af 14 kapitler, der belyser emner som samfund, forholdet mellem by og land, boliger og bygninger, dragter, fromhedsliv og nordboerne i Grønland. Udover det redaktionelle arbejde med bogen har Roesdahl skrevet indledningen, et kapitel om boligernes indretning og udstyr, et kapitel om samfærdsel, handel og penge med Keld Grinder-Hansen og en tidstavle sammen med Anders Bøgh. Bogen bragte også bidrag fra museumsinspektør Bi Skaarup. 
Bogen fik gode anmeldelser og blev i Information kaldt en ”appetitlig arkæologisk opdatering af et ellers efterhånden udgivelsesmæssigt velbelyst stof".  Roesdahl betegner i et interview i 2012 Dagligliv i Danmarks middelalder som en af hendes vigtigste publikationer. 

### Bolig og Familie i Danmarks middelalder
Bolig og familie i Danmarks middelalder er redigeret af Roesdahl og udkom i 2003. Emnemæssigt fokuserer bogen på dagliglivet, familiestrukturer, husholdningen og levevilkår. Bogen er opdelt i fire hovedemner:
- Privatliv og familiestrukturer.
- Boliger i gårde og på borge.
- Boliger i byer.
- Husenes indretning og inventar. [16]

Bogen består af 21 kapitler skrevet af eksperter inden for middelalderens Danmark. Udover det redaktionelle arbejde med bogen har Roesdahl skrevet om boligkultur i middelalderen samt møbler og indretning.  Bogen har fået pæne anmeldelser, og Politikens anmelder skriver, at ”Bogen vidner om, at der på vores kultur- og forskningsinstitutioner fortsat bliver taget vare på den nationale kulturarv og produceret ny viden trods de hindringer, regeringen har lagt i vejen med sine sparekrav”. 
Bolig og familie i Danmarks middelalder er i dag udsolgt fra forlaget. 

### Fra Vikingetid til Valdemarstid - Danmark 950-1200
I 2023 udkom Roesdahl nyeste bog Fra Vikingetid til Valdemarstid – Danmark 950-1200. Med udgangspunkt i middelalderens Danmark fokuserer bogen på den dramatiske udvikling i perioden fra vikingetiden til middelalderen. 
Bogen består af 21 kapitler, der spænder vidt emnemæssigt og geografisk. Bogens indledende kapitel beskriver de forskellige kilder, som historikere og arkæologer arbejder med. Bogen består af tre hovedemner:
- Danmark – og Europa.
- Fra Harald Blåtand til Knud 6.
- Hverdag og krig, kirke og kunst. [21]

Centralt gennem hele bogen er det forskningsmæssige fokus på den dramatiske overgangsperiode mellem vikingetid og middelalder, og bogens geografiske fokus begynder i Danmark, vender derefter blikket mod udlandet, og i bogens slutningen vender fokusset atter tilbage til Danmark. 
Fra Vikingetid til Valdemarstid har fået gode anmeldelser. Berlingske Tidendes anmelder skriver ”Der er ikke tale om en letlæst bog, men om en uundværlig gennemgang af vikingetiden og den senere periode”. Bogen har et meget højt fagligt niveau, og hviler på årtiers forskning. Derudover er det en bog, der vægter kildekritik, når den præsenterer perioden fra den sene vikingetid til middelalderen. 
Også i det arkæologiske fagmiljø er bogen blev velmodtaget, hvilket ses i en anmeldelse i tidsskriftet Kuml fra 2024. Her skrives Roesdahls bog ind som den naturlige efterfølger til inspirationskilden Mellem vikingetid og Valdemarstid. Et forsøg på en syntese skrevet af Aksel E. Christensen i 1966. Derudover foreslår anmelderen, at en anden oplagt forgænger af Saxo Grammaticus’ Gesta Danorum, der er fortællingen om det kristne kongerige Danmark. Anmelderen stiller spørgsmål ved den manglende inddragelse af de sidste 20 års arkæologiske udgravninger, men foreslår at dette skyldes en generel mangel på publikationer om nyere udgravninger. Anmelderen slutter af med at konstatere, at ”Fra Vikingetid til Valdemarstid. Danmark 950-1200 er en velskrevet og gennembearbejdet bog af høj kvalitet med hundredvis af velvalgte og illustrative figurer, som varmt kan anbefales. Kronen på værket.” 

## Æresudnævnelser og andre hverv
- I 2022 modtog Roesdahl Erik Westerby-prisen som anerkendelse for sin store indsats med forskningen i vikingetid og middelalder. [6]
- Mellem år 2006-2014 sad Roesdahl i præsidiet for Det Lærde Selskab, Aarhus Universitet. Hun var præsident samme sted fra 2011-2013. [6]
- I 2012 modtog Roesdahl en pris fra Kungliga Gustav Adolfs Akademien för svensk folkkultur. [6]
- I 2009 modtog Roesdahl en æresdoktorgrad fra Universitetet i York. [6]
- I 2007 blev Roesdahl udnævnt til Ridder af 1. grad af Dannebrogordenen. [6][5]
- Mellem år 2005-2007 sad Roesdahl i bestyrelsen for Øm Kloster Museum. [6]
- I 2005 blev Roesdahls portrætrelief skabt af kunstneren Gerda Thune Andersen sat op på Fyrkat. [6]
- Fra år 2002-2010 sad Roesdahl i bestyrelsen for Dansk Arkæologisk Forskerskole. [6]
- Mellem år 2001-2006 var Roesdahl medlem af Kaupang Excavation Project Council, Oslo. [6]
- I 1998 modtog Roesdahl Aarhus Stiftstidendes Pris. [6]
- I 1997 blev Roesdahl udnævnt til Fellow of the Royal Historical Society. Samme år blev hun udnævnt som Honorary Research Fellow på University of Nottingham. [6]
- I 1996 blev Roesdahl udnævnt til Korresp. Mitglied des Deutschen Archäologischen Instituts. [6]
- Mellem år 1995-2012 sad Roesdahl i styret for Jysk Arkæologisk Selskab.c[6]
- I 1995 modtog Roesdahl en æresdoktorgrad fra Trinity College, University of Dublin. [6]
- I 1993 blev Roesdahl tildelt Aarhus Universitets 50-års Jubilæumsfonds Pris. [6]
- I 1992 blev Roesdahl udnævnt til Ridder af Dannebrogordenen. Samme år modtog hun en pris fra Ole Haslunds Kunstnerfond. [6]
- I 1990 blev Roesdahl Fellow of the Society of Antiquaries of London. [6]
- Fra 1988-1990 og fra 2000-2001 var Roesdahl medlem af Det Arkæologiske Nævn under Kulturministeriet. [6]
- I 1988 modtog Roesdahl Søren Gyldendal Prisen. [6]
- Mellem år 1985-2012 sad Roesdahl i organisationsgruppen for the Viking Congresses. [6]
- Fra 1985-2002 deltog Roesdahl i styregruppen for de arkæologiske undersøgelser af høvdingesædet Borg på Lofoten i Norge. [6]
- Fra 1984-1992 var Roesdahl medlem af Fortidsminderådet under Miljøministeriet. [6]
- Mellem år 1983-2012 sad Roesdahl i organisationsgruppen for de årlige tværfaglige vikingesymposier. [6]
- I 1978 tildelte Det Kongelige Nordiske Oldskriftselskab Roesdahl Rothenborg-prisen. [6]
- I 1966 modtog Roesdahl Tessin-prisen af Fonden for Dansk Bygningskultur. [6]

## Udvalgte publikationer
Roesdahl har pr. 20-05-2025 udgivet 148 bidrag til bøger og antologier, 63 tidsskriftartikler, 26 bøger og 23 anmeldelser. Herunder vises blot et udvalg. Den fulde publikationsliste er tilgængelig på Roesdahls Pure-side.

## Bøger
- Roesdahl, Else (2023). Fra Vikingetid til Valdemarstid: Danmark 950-1200. Aarhus Universitetsforlag. ISBN 9788772198835
- Roesdahl, Else (2019). Danmarks vikingetid. Lindhardt og Ringhof. ISBN 9788726047592
- Roesdahl, Else (2019). Vikingetid: eventyr-hverdag-myter. Aarhus Universitetsforlag. ISBN 978 87 7184 830 4
- Roesdahl, Else (2018). Hvalrostand, elfenben og nordboerne i Grønland. Lindhardt og Ringhof. ISBN 9788726047608
- Roesdahl, Else (2016). The Vikings. 3. reviderede udgave. Penguin. ISBN 978-0-141-98476-6
- Roesdahl, Else; Sindbæk, Søren; Pedersen, Anne & Wilson, David M. (red.) (2014). Aggersborg: The Viking-Age settlement and fortress. Jysk Arkæologisk Selskab. ISBN 9788788415872
- Roesdahl, Else; Sindbæk, Søren & Pedersen, Anne (2014). Aggersborg i vikingetiden: Bebyggelsen og borgen. Jysk Arkæologisk Selskab. ISBN 9788788415865
- Roesdahl, Else (2001). Vikingernes verden. 7. stærkt reviderede udgave. Gyldendal. ISBN 9788702108828
- 1999 Roesdahl, Else; Dagligliv i Danmarks middelalder. Gyldendal. ISBN 978-87-79-34106-7
- Roesdahl, Else (red.) (1992). Viking og Hvidekrist. Norden og Europa 800-1200. ISBN 8773035564.
- Roesdahl, Else (red.) (1992). Från Vikingar till Korsfarare.
- Roesdahl, Else (red.) (1992). Les Vikings . . . . Les Scandinaves et l'Europe 800-1200.
- Roesdahl, Else (red.) (1992). From Viking to Crusader. Scandinavia and Europe 800-1200.
- Roesdahl, Else (red.) (1992). Wikinger Waräger Normannen. Die Skandinavier und Europa 800-1200.
- Roesdahl, Else (1987). Vikingernes verden. Gyldendal.
- Roesdahl, Else (1982). Viking Age Denmark. British Museum Publications.
- Roesdahl, Else; Graham-Campbell, J.; Connor, P.; & Pearson, K. (red). (1981). The Vikings in England and in their Danish Homeland.
- Roesdahl, Else (1980). Danmarks Vikingetid. Gyldendal. ISBN 87-01-92272-6
- Roesdahl, Else (1977). Fyrkat. En jysk vikingeborg II: Oldsagerne og gravpladsen. Nordiske Fortidsminder Serie B – in quarto.

## Udvalgte artikler
- Roesdahl, Else (2022). “De graaf komt naar huis”. Ex situ. Tidsschrift voor Vlaamse Archeologie, 36, s. 6-9. ISSN 2034-9351
- Roesdahl, Else (2016). “Olaf Heymann Olsen 7. juni 1928 – 17. november 2015”. Historisk Tidsskrift, 116, s. 452-472. ISSN 0106-4991
- Roesdahl, Else (2010). “Danish sponsors, English lead, Vikings, and a new roof for the church of Sainte-Geneviève in Paris”. Relicta Monografieen, 4, s. 285-288. ISSN 2030-9910
- Roesdahl, Else (2010). ” Denmark-England in the eleventh century. The growing archaeological evidence for contacts across the North Sea”. Beretning fra seksogtyvende tværfaglige vikingesymposion, 26, s. 7-31. ISSN 0900-0895
- Roesdahl, Else & Stoklund, Marie (2005). ”En dekoreret hvalrosskalle med tænder og runer i Le Mans – og om runeindskrifter på hvalros- og narhvaltand”. Aarbøger for Nordisk Oldkyndighed og Historie, s. 163-184. ISSN 0084-585X
- Roesdahl, Else (2002). ”Middelalderåret 99 og studiet af middelalderarkæologi. Arkæologisk Forum, 7, s. 11-12. ISSN 1399-5545
- Roesdahl, Else (1995). ”Scandinavia and Europe 800-1200 – in the light of the exhibition Wikinger Waräger Normannen”. Acta Praehistorica et Archaeologica, 26/27, s. 24-33. ISSN 0341-1184
- Roesdahl, Else (1994). ”Vikingerne i dansk kultur”. Fortid og Nutid, s. 158-172. ISSN 0106-4797